# Mohamed Fadhel Khelil
Pour les articles homonymes, voir Fadhel et Khelil (homonymie).
Mohamed Fadhel Khelil (arabe : محمد الفاضل خليل), né à Gafsa et mort le 31 mai 2017, est un homme politique tunisien.

## Biographie
Ingénieur de formation, il intègre le cabinet du ministre de l'Agriculture, Dhaoui Hannablia, et dirige la coopération internationale au sein du ministère. Il devient ensuite gouverneur, successivement au Kef (1981-1982), à Jendouba (1987-1988) et à Sfax (1988-1990).
Passé par la Compagnie des phosphates de Gafsa où il occupe le poste de PDG, il devient ministre des Affaires sociales entre 1992 et 1996 mais aussi ambassadeur en Syrie, en Autriche et en Algérie.
En 2013, sa candidature aurait été suggérée par l'Union générale tunisienne du travail pour prendre la tête d'un gouvernement de transition.